# Pluggable Authentication Modules
Pluggable Authentication Modules (PAM, подключаемые модули аутентификации) — набор разделяемых библиотек, которые позволяют интегрировать различные низкоуровневые методы аутентификации в виде единого высокоуровневого API. Это позволяет предоставить единые механизмы для управления, встраивания прикладных программ в процесс аутентификации. Является одной из частей стандартного механизма обеспечения безопасности UNIX-систем.
PAM были впервые предложены Sun Microsystems в октябре 1995 года. В качестве автономной инфраструктуры PAM впервые появились в Linux-PAM, разработанной в Red Hat Linux 3.0.4 в августе 1996 года. В настоящее время PAM поддерживаются в операционных системах AIX, DragonFly BSD, FreeBSD, HP-UX, GNU/Linux, Mac OS X, NetBSD и Solaris.

## Недостатки
Несмотря на то, что PAM являются частью стандарта X/Open Single Sign-on (XSSO), с помощью только PAM нельзя реализовать Kerberos — наиболее распространённый тип технологии единого входа, используемый UNIX-системами.